# Foch (porte-avions)
Pour les articles homonymes, voir Foch.
Le porte-avions Foch (indicatif visuel R 99) est un navire français construit à la fin des années 1950 avec son jumeau le Clemenceau.
Après une carrière de 37 ans dans la Marine nationale française, il est vendu le 15 novembre 2000 à la Marine brésilienne, et renommé NAe São Paulo (indicatif visuel A12). Après avoir annoncé, en décembre 2014, une poursuite du service actif jusqu'en 2039, la Marine brésilienne le désarme le 22 novembre 2018, puis le saborde le 3 février 2023, au large du Brésil.
Il est le second navire de guerre nommé en l'honneur du maréchal Ferdinand Foch (1851-1929). Le premier était le croiseur Foch, de 10 000 tonnes, entré en service en 1932 et sabordé à Toulon le 27 novembre 1942 durant la Seconde Guerre mondiale.

## Histoire
Le projet de statut naval établi par l’état-major général en 1949 demande quatre porte-avions de 20 000 tonnes pour en avoir deux disponibles en permanence. Dans sa séance du 22 août 1949, le Conseil supérieur de la Marine est encore plus ambitieux : discutant le projet de statut naval, il demande six porte-avions d’escadre. Le 15 juillet 1952, il en réclame encore cinq dont deux pour l’Union française (non mis à la disposition de l’OTAN). D’après le MRC 12, document final de la conférence de Lisbonne de 1952, la France devrait mettre à la disposition de l’OTAN un porte-avions au jour J, deux à J+30, trois à J+180.
Dès 1953, la Marine doit réviser ses ambitions à la baisse, avec un objectif de trois porte-avions.
Le PA 54 Clemenceau, inscrit au budget de 1953, est mis sur cale en novembre 1955 ; le PA 55 Foch, inscrit au budget de 1955, est mis sur cale en février 1957 aux Chantiers de l’Atlantique Penhoët-Loire. La coque du Foch a été mise à l'eau le 13 juillet 1959 puis remorquée à Brest pour les installations militaires. La construction se poursuit jusqu'au 23 juillet 1960, où le bâtiment est mis à flot en présence de la famille du maréchal Foch. Le Foch est admis au service actif le 15 juillet 1963.
L’Arromanches et le Foch transportent de novembre 1964 à février 1965 42 chasseurs américains Vought F-8E(FN) Crusader de Norfolk à Saint-Nazaire. 
Le Foch est basé à Toulon à partir de 1976.
Entre 1980 et 1981, il subit une IPER qui le dote d'un système d'exploitation navale des informations tactiques, d'une centrale à inertie pour recalage de la plate-forme des avions avant le catapultage, de soutes à missiles pour missiles AM-39 Exocet et l'arme nucléaire tactique. Il peut ainsi accueillir quatre ou cinq AN-52 puis le missile ASMP.
En 1982, le Foch a participé à la guerre des Malouines en tant que navire amiral de la force navale française envoyée en mission pour protéger les intérêts français dans la région.
Comme son navire jumeau, le Foch a subi une modernisation et un radoub, remplaçant quatre de ses huit canons de 100 mm par deux systèmes de défense aérienne Crotale. Contrairement au Clemenceau, le Foch a également reçu en 1997 deux lanceurs SADRAL (pour six missiles Mistral chacun); ces lanceurs ont été achetés par la France en 1994.
Le Foch a participé à plusieurs missions de maintien de la paix dans les zones de conflit, notamment lors de la guerre de Bosnie-Herzégovine (1992-1995), de la guerre du Kosovo (1998-1999). 

### Sous pavillon brésilien
Il est acheté en septembre 2000 par le Brésil pour 12 millions de dollars américains. Il navigue dès lors sous le nom de NAe São Paulo (A12). Le navire est en mauvais état (notamment en raison de l'absence de pièces détachées disponibles), subit six incendies — faisant quatre morts — et navigue peu sous pavillon brésilien. Sa rénovation complète est envisagée en 2014 mais en raison de son coût, la Marine brésilienne annonce le désarmement du navire en février 2017 après avoir passé 206 jours d'opérations en mer — désarmement finalement effectué le 22 novembre 2018.
Acheté par un chantier de démolition en Turquie, il est ensuite renvoyé vers le Brésil officiellement en raison de présence d'amiante. Après une longue errance dans l'Atlantique, le bâtiment, dans un état dégradé, est coulé le 3 février 2023 à 350 km des côtes brésiliennes et 5 000 mètres de fond par la Marine brésilienne, malgré les risques de pollution de l'environnement marin. Des associations dénoncent un « crime environnemental », le navire étant rempli de matériaux polluants (amiante, peinture…).

## Principales opérations
- En 1966, le Foch, intégré dans la force Alfa, a participé à la première campagne d'expérimentations nucléaires dans le Pacifique.
- En 1977 (date à vérifier le Foch était en mer Rouge à partir de juin 1977, relève du Clemenceau, et est rentré à Toulon avant Noël 1977), le Foch a été présent en mer Rouge pour la protection de l'accession à l'indépendance de Djibouti durant l'opération Saphir II.
- En 1983, il a participé au soutien du contingent français déployé au Liban dans le cadre des missions Olifant.
- De 1993 à 1999, il a été engagé régulièrement dans les opérations Balbuzard, Salamandre, et Trident dans l'Adriatique lors de l'engagement français en ex-Yougoslavie dans le cadre de la FORPRONU, de la SFOR, et de la KFOR. Il a assuré la sécurité des éléments français au sol, et effectué des frappes aériennes sous le commandement de l'ONU et de l'OTAN.

## Caractéristiques

### Parc aérien
Installations du pont d'envol :

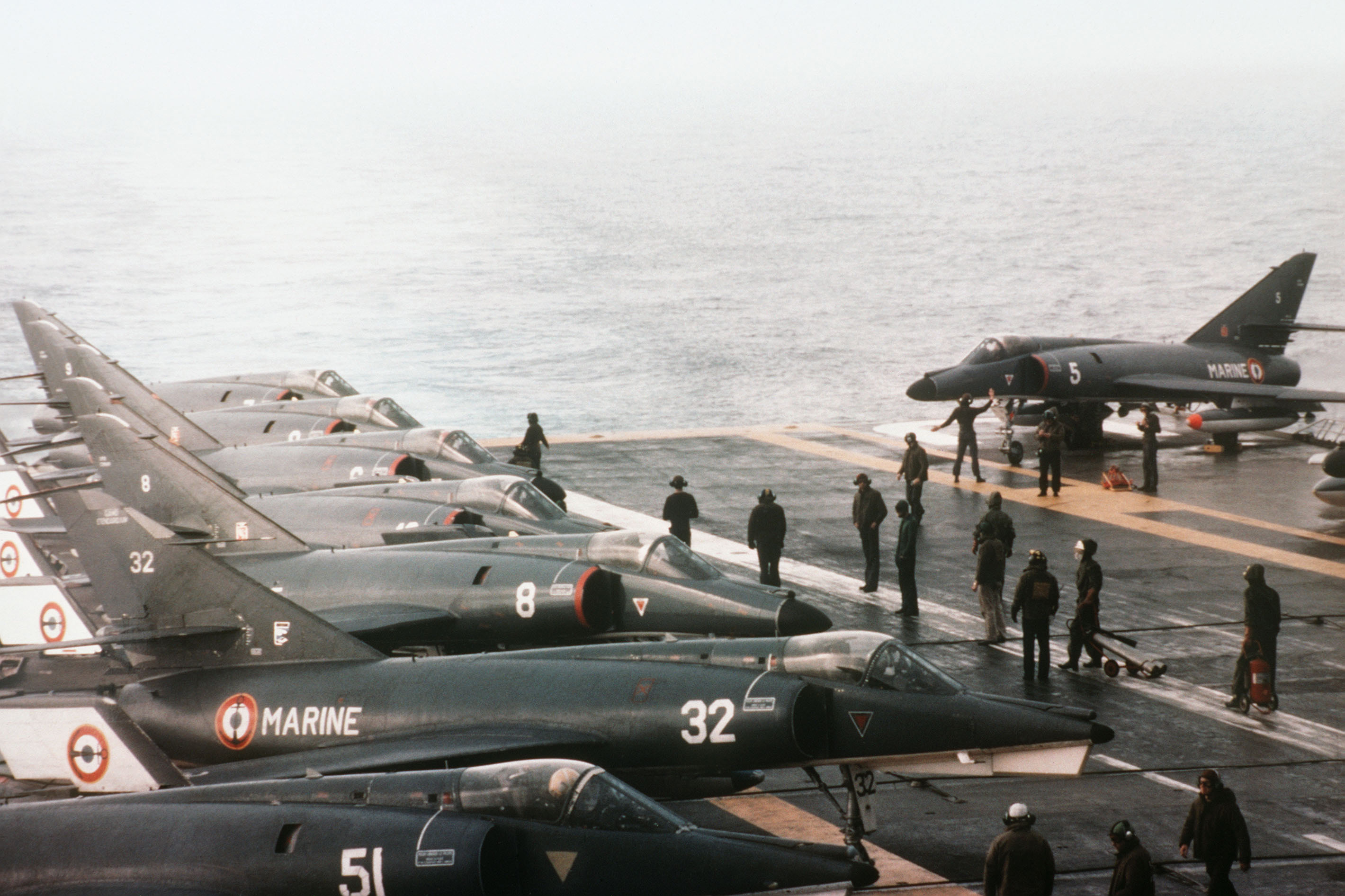
Six Dassault Super-Étendard et deux Étendard IVM à bord du Foch (R99) au large du Liban en janvier 1983.

- pont d'envol (axial) : 257 × 35 m (47 m hors tout), épaisseur 45 mm
- piste oblique orientée à 8° sur bâbord : 165 m × 29,5 m
- hangar : 180 m × 24 m
- ascenseurs : 1 axial et 1 latéral : 16 m × 11 m, capacité 15 000 kg, translation en 9 secondes
- brins d'arrêt : 4
- catapultes à vapeur : 2 de 50 m du type britannique BS4 (Mitchell-Brown)
- carburéacteur : capacité de 1 800 m3
- essence : 110 ou 400 m3
- munitions : 3 000 m3

Environ 40 aéronefs à partir des années 1980 lorsqu'il était dans la Marine nationale :
- 15 Dassault Super-Étendard
- 4 Dassault Étendard IVP
- 8 Crusader F-8E (FN) puis F-8P
- 8 Breguet Alizé
- 2 hélicoptères Eurocopter Dauphin (Pedro)
- 2 hélicoptères Super Frelon

Lors de son service dans la marine brésilienne :
- jusqu'à 22 Douglas A-4 Skyhawk
- 9 Sikorsky SH-3 Sea King

### Électronique
Navigation :
- 1 centrale de navigation inertielle à cardans MiniCIN créée par Sagem.
- 1 × DRBV-23B radar de veille air (bande D)
- 1 × DRBV-50 radar de veille combiné basse altitude et surface (remplacé ensuite par un DRBV-15) (bande E/F)
- 1 × NRBA-50 radar d'appontage
- 1 × DRBI-10 radar de veille tri-dimensionnelle
- plusieurs radars de conduite de tir DRBC-31 (remplacés par des DRBC-32C)
- DRBN-34 radar de navigation
- Système d'aide au commandement AIDCOMER
- Transmissions par satellite Syracuse I et Inmarsat
- Système de combat SENIT 2

Contre-mesures :
- 2 lances-leurres CSEE Sagaie
- Détecteur de radar ARBR 17
- Brouilleur de radars ARBR 33

## Commandants
Le Foch a été commandé par les capitaines de vaisseau dont les noms suivent :
- Jean Bied-Charreton, du 27 avril 1962 au 12 septembre 1963 ;
- Stanislas Mouton, du 12 septembre 1963 au 29 août 1964 ;
- Bozec, du 29 août 1964 au 18 février 1966 ;
- Henri Laure, du 18 février 1966 au 8 décembre 1966 ;
- André Wolff, du 8 décembre 1966 au 26 février 1968 ;
- Edmé Banuls, du 26 février 1968 au 19 janvier 1969 ;
- Grenier, du 19 janvier 1969 au 29 avril 1969 ;
- Jean Borgis, du 29 avril 1969 au 4 mars 1970 ;
- Bernard Franchet, du 4 mars 1970 au 9 septembre 1972 ;
- Jacques Choupin, du 9 septembre 1972 au 3 avril 1974 ;
- Jean Montpellier, du 3 avril 1974 au 26 août 1975 ;
- Philippe Ghesquière, du 26 août 1975 au 9 mai 1977 ;
- Bernard Klotz, du 9 mai 1977 au 22 septembre 1978 ;
- Guirec Doniol, du 22 septembre 1978 au 27 mars 1980 ;
- Alain Coatanea, du 27 mars 1980 au 23 mai 1982 ;
- Michel Debray, du 23 mai 1982 au 18 novembre 1983 ;
- Jean-Noël Turcat, du 18 novembre 1983 au 7 juin 1985 ;
- François Deramond, du 7 juin 1985 au 8 décembre 1986 ;
- Philippe Duteste, du 8 décembre 1986 au 28 février 1989 ;
- Etienne Bied-Charreton, du 28 février 1989 au 8 août 1990 ;
- Bernard Oliveau, du 8 août 1990 au 12 février 1992 ;
- Paul Habert, du 12 février 1992 au 30 août 1993 ;
- Philippe Sautter, du 30 août 1993 au 29 août 1995 ;
- Jacques Bridelance, du 29 août 1995 au 11 août 1997 ;
- Anne-François de Bourdoncle de Saint Salvy, du 11 août 1997 au 2 août 1999 ;
- Bertrand Aubriot, du 2 août 1999 au 15 novembre 2000 .

## Anecdotes
Le 11 février 1963, une fête a été organisée à bord du Foch, amarré dans le port de Brest. La troupe de la Comédie-Française y était conviée. Les mille trois cents marins et officiers du bâtiment, les trois cents ouvriers et ingénieurs des chantiers navals et leurs familles respectives ont pris place dans les hangars qui peuvent abriter jusqu’à une quarantaine d'aéronefs. Au programme, Feu la mère de Madame, de Feydeau et Le Mariage forcé de Molière. Après la représentation, les comédiens ont eu le privilège de passer la nuit à bord du navire.
En 1988, le Foch s'est métamorphosé en un gigantesque plateau de télévision, pour une émission musicale retransmise le soir du 25 juin depuis le pont d'envol. Animée par Yves Mourousi et Léon Zitrone, cette soirée exceptionnelle avait pour invités Johnny Hallyday, Samantha Fox, Christian Morin, l'animatrice et chanteuse Dorothée, le chanteur britannique Nick Kamen. À cette occasion, de nombreux reportages ont été alors consacrés au porte-avions, du catapultage à l'appontage des avions en passant par les compartiments machines. Les radars étaient également montrés, de même que le studio de télévision du bord d'où le Journal télévisé était présenté quotidiennement par Nicolas Mougin et Jean-Christophe Jeauffre, devenus journalistes par la suite.
Dans le techno-thriller Tempête rouge (1986) de Tom Clancy, le Foch est coulé par les Forces aériennes soviétiques dès la première semaine d'une Troisième Guerre mondiale, malgré la supériorité aérienne française.
Le Foch apparaît dans le film USS Alabama (1995) de Tony Scott, l'US Navy ayant refusé de prêter l'un de ses porte-avions pour le tournage. Celle-ci a notamment argué du fait que le film racontait l'histoire d'une mutinerie et donnait une mauvaise image de la discipline militaire pour refuser de participer à la production du film. Le tournage à bord du Foch a pris deux jours.
Jean-Pierre Alaux, peintre officiel de la Marine, a participé à sa décoration.
Le porte-avions porte le nom du maréchal Ferdinand Foch, bien que celui-ci ait pourtant un jour déclaré : « Les aéroplanes […] ne présentent pas de valeur militaire. »

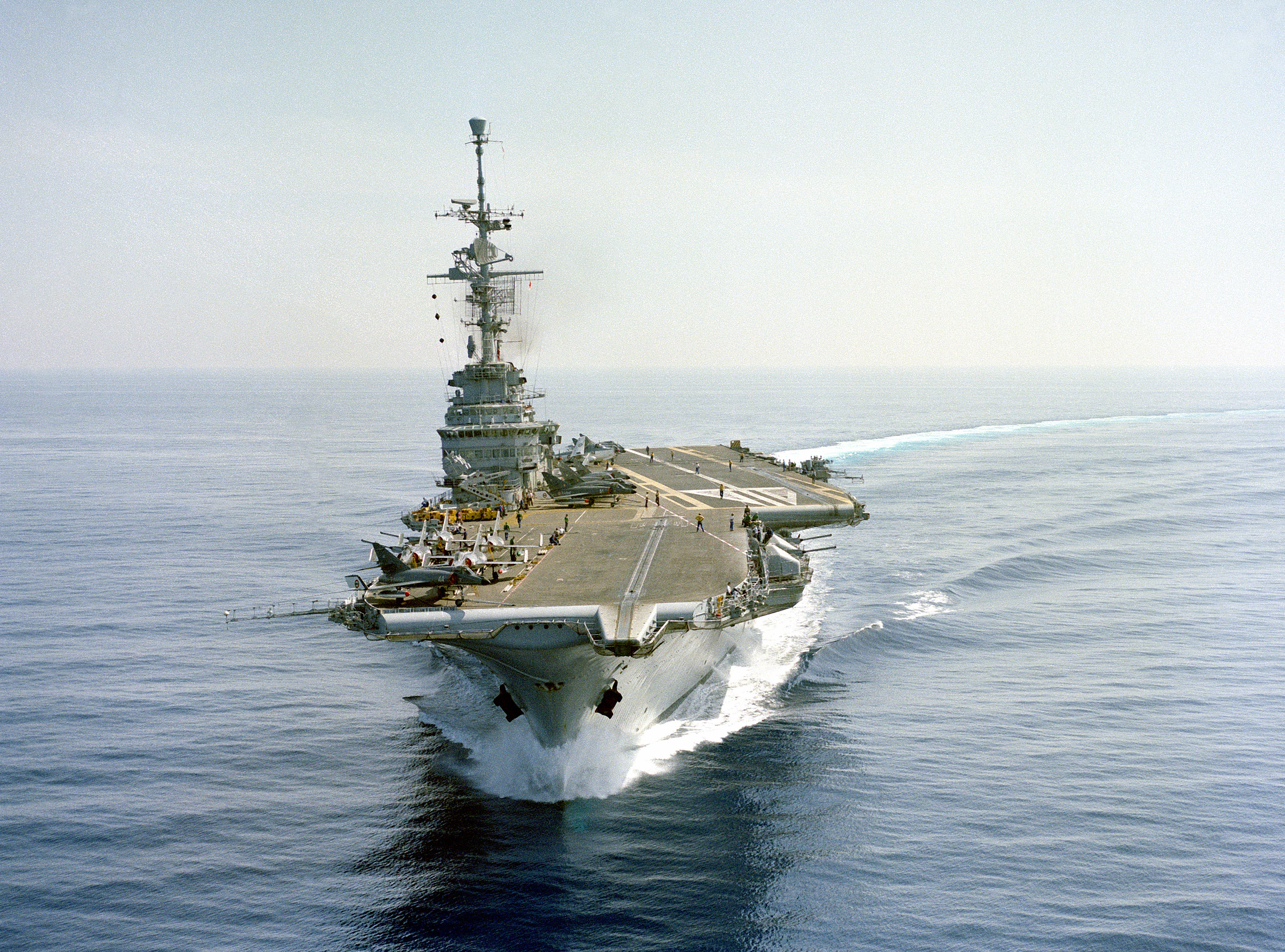
Le porte-avions Foch en mai 1983.
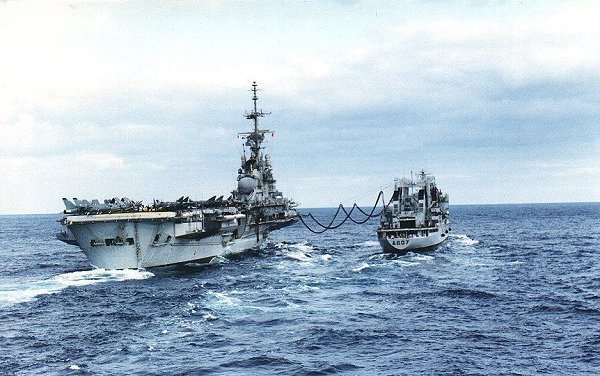
La Meuse ravitaillant le Foch.
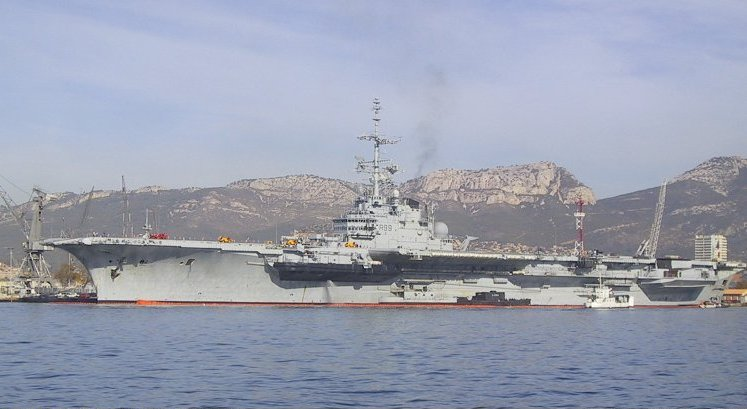
Le Foch en octobre 2000 à Toulon, avant son départ pour le Brésil.
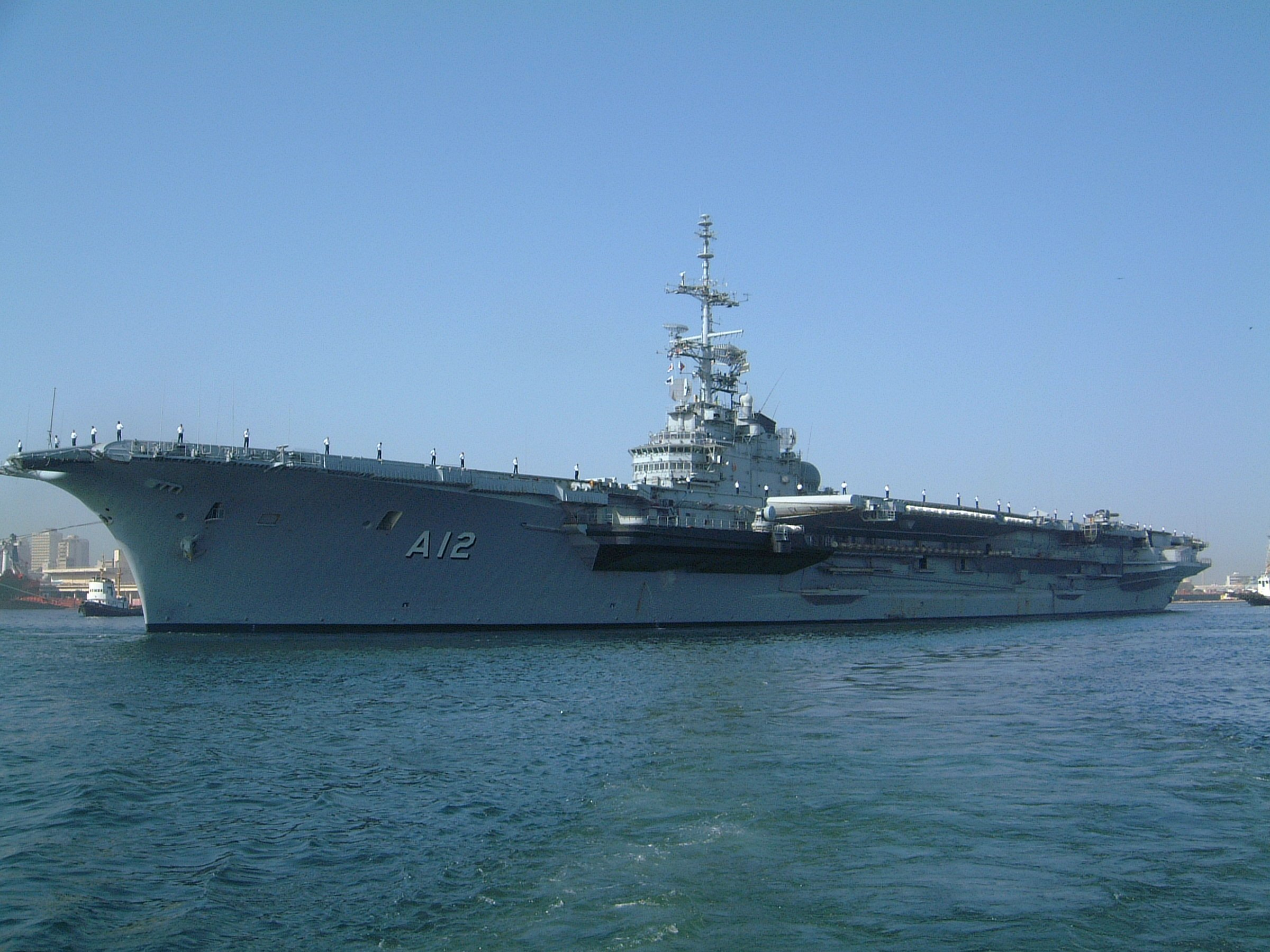
Le São Paulo, ex Foch.
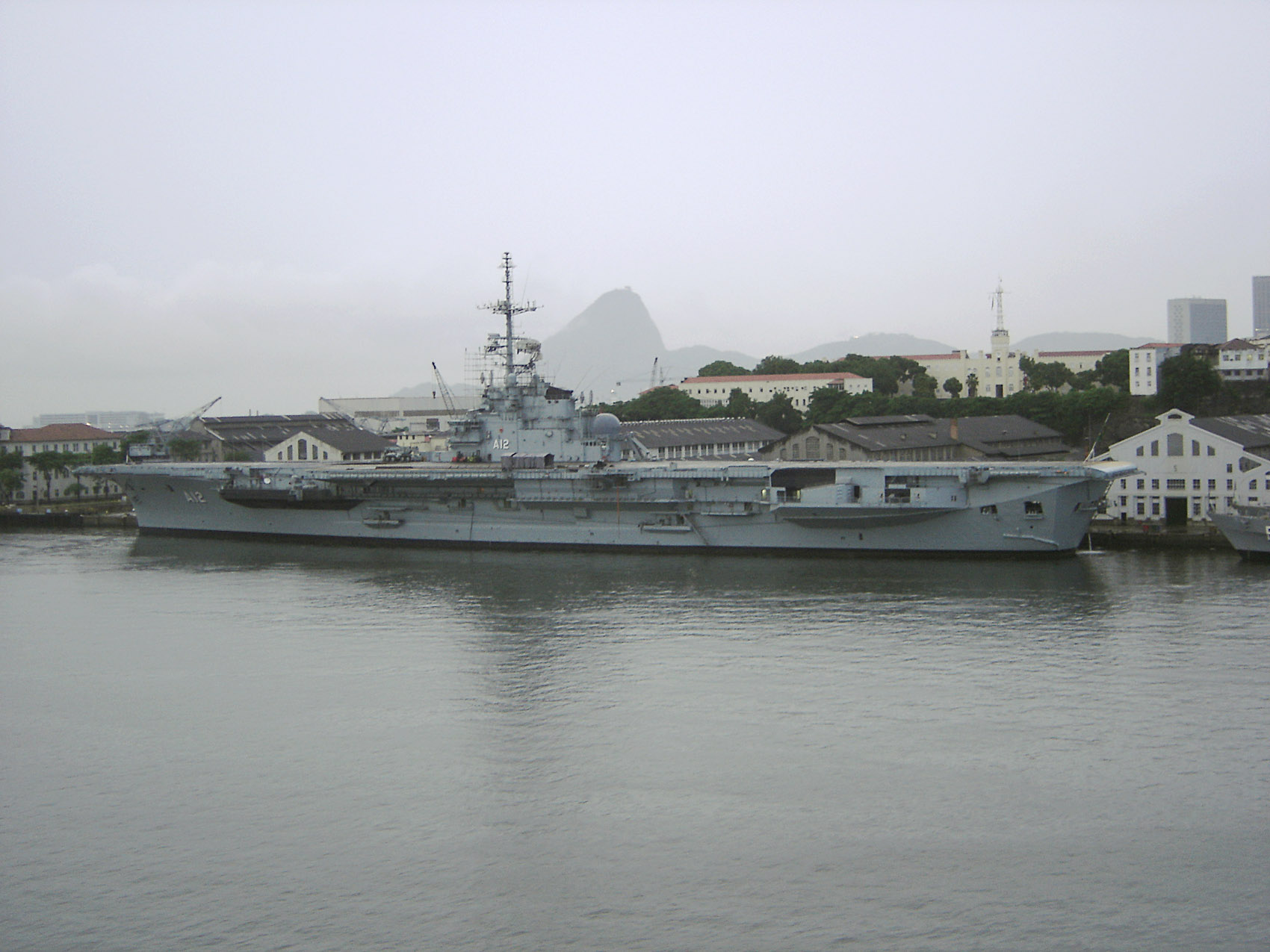
Le São Paulo dans le port de Rio en 2007.
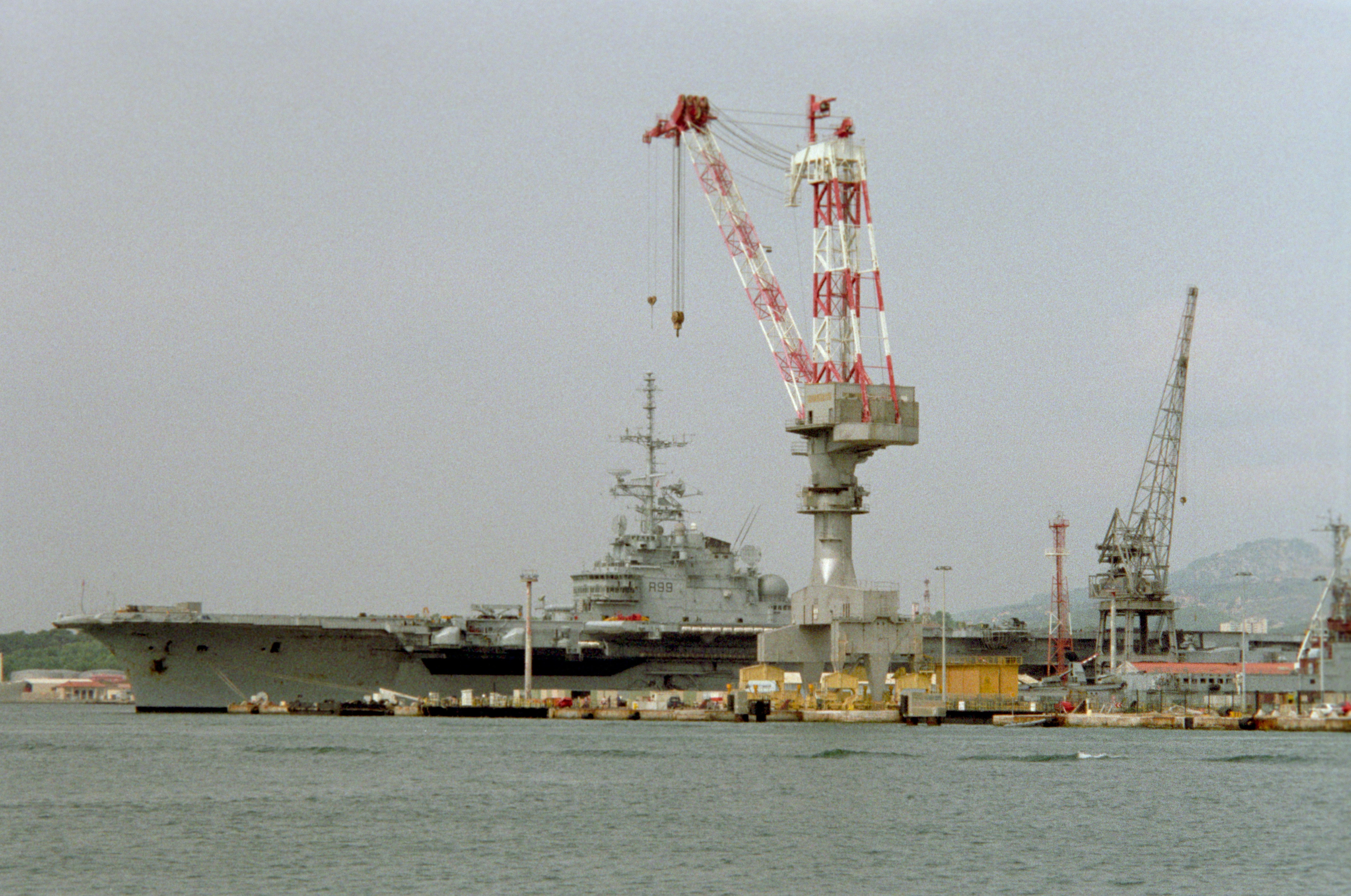
Le porte-avions Foch à l'arsenal de Toulon en août 1995.